# 阿尔及利亚国旗
阿尔及利亚国旗 （阿拉伯语：‎）是北非国家阿尔及利亚人民民主共和国的唯一合法代表国家的旗帜。国旗图案于1962年7月3日获官方批准，同年7月5日首次在首都阿尔及尔升起。
国旗由竖排的绿白两色方块组成，中央镶嵌着红色的月牙和五角星图案。绿色象征着伊斯兰教，白色则象征着纯洁。中央的月牙与五角星是伊斯兰教国家旗帜上所常见的标志。这源于十七世纪统治当今阿尔及利亚部分沿海地区的奥斯曼帝国曾把月牙与五角星视为权力的象征。奥斯曼帝国又因统治过的绝大地区居民信奉伊斯兰教，大多数教徒也把奥斯曼帝国政权视为哈里发（伊斯兰教真主穆罕默德的继承人，伊斯兰宗教最高的精神领袖），也之所以沿流到了不少现代伊斯兰教影响度高的国家与地区的旗帜上，阿尔及利亚也不例外。

## 國旗格式
| 绘制方法 | 标准 |
| -------- | --- |
|          | 横向双条为90:90，纵向为120个单位，月亮的两个圆心坐标分别为(90,60),(97,60)，半径分别为30和24个单位，星的外接圆直径为30个单位。 |

## 歷代國旗
在近代史上阿尔及利亚则被奥斯曼帝国与法国统治过，领土上也曾飘过奥斯曼帝国与法国的旗帜。自1954年起，阿尔及利亚民族解放阵线（阿拉伯语：‎）对法国殖民者发起了争取阿尔及利亚独立的游击战争，经过近十年的戰爭，阿尔及利亚于1962年7月5日在新首都阿尔及尔宣布独立，从而开始了现今旗帜的使用。

### 阿尔及利亚历代国旗
- 特莱姆森王国旗帜（1235年至1338年，1488年至1556年）
- 特莱姆森王国旗帜（1338年至1488年）
- 贝尼·阿巴斯王国的旗帜
- 贝尼·阿巴斯王国的旗帜
- 阿尔及利亚旗帜和巴巴利旗帜（18世纪）
- （埃米尔·阿卜杜卡德）阿卜杜勒·卡德尔酋长国的旗帜（1832年至1848年）
- 奥斯曼阿尔及利亚旗帜
- 法属阿尔及利亚海军旗帜（1848年–1910年）
- 法属阿尔及利亚佩里西耶总督的旗帜

### 旗帜概览
|               |                                                                                                |                      |             |
| 1958年-1962年 | 1962年夏天在阿尔及尔，阿尔及利亚民族解放阵线与美洲国家组织代表在停火谈判期间提议使用这种旗帜。 | 1962年（临时过渡旗） | 1962年-至今 |

1. ↑  Carréras, Fernand. . 1967: 102 （法语）.